# Уильямс, Джоанна
Джоанна Франсес «Джо» Уильямс-Или (англ. Joanna Frances "Jo" Williams-Eley; род. 1 декабря 1981) — британская шорт-трекистка, пятикратная призёр чемпионата Европы 2000, 2002 и 2008 годов. Участница зимних Олимпийских игр 2002 и 2006 годов. Также является бывшей чемпионкой Великобритании по роликовым конькам.

## Спортивная карьера
Джоанна Уильямс родилась в английском городе Лондон, в районе Айлворт, в графстве Мидлсекс. Тренировалась на базе клуба «Aldwych Speed Club» с семилетнего возраста вместе со своей подругой Сарой Линдсей. Позже тренировалась в Гилфорде, а в возрасте 18 лет переехала в национальный ледовый тренировочный центр в Ноттингеме.
Уильямс участвовала в Европейских юношеских Олимпийских играх 1997 года, завоевав бронзовую медаль на дистанции 500 метров. Через год на юниорском чемпионате мира заняла лучшее 11-е место в беге на 500 м. В сезоне 1997/98 годов начала выступления на кубке мира, в январе 1998 года заняла 8-е место в общем зачёте на очередном чемпионате мира среди юниоров. На чемпионате Европы в Оберсдорфе поднялась на 10-е место в личном многоборье.
Её лучшим результатом на юниорских чемпионатах мира стало 4-е место на дистанции 500 м и 5-е в общем зачёте в январе 2000 года. Первая медаль в её карьере была получена во время чемпионата Европы в Бормио года. Команда британских шорт-трекисток в женской эстафете на 3000 м с результатом 4:31.872 заняла 3-е место, пропустив вперёд соперниц из Италии (4:23.989 — 2-е место) и Болгарии (4:22.540 — 1-е место).
В начале 2002 года на чемпионате Европы в Гренобле она показала лучший результат, выиграв бронзовую медаль в общем зачёте и две серебряные в беге на 1000 и 1500 м. На своих первых зимних Олимпийских играх в Турине Джоанна Уильямс дошла до четвертьфинала своей любимой дистанции на 1000 м, но дальше не продвинулась и осталась на 9-м месте. На дистанциях 500 и 1500 м соответственно заняла 21-е и 16-е места. 
Последним олимпийским выступлением в её карьере стало участие в играх 2006 года в Турине, где она была заявлена в забеге на 500 м. Во время первого заезда I-го квалификационного раунда забега на 500 м с результатом 46.857 она финишировал третей и прекратила борьбу за медали. В общем зачете она заняла 22-ю позицию.
Её карьера завершилась в 2008 году после чемпионата Европы в Вентспилсе, где вместе с эстафетной командой завоевала золотую медаль. Она является рекордсменкой британской шорт-трека на дистанциях 500 и 1500 метров. На чемпионатах мира Уильямс показала лучший свой результат, заняв 13-е место в многоборье и 13-е место в беге на 1000 м и 1500 м.

## Личная жизнь
Замужем за известным британским шорт-трекистом — Джоном Или. У Джоанны большая семья: отец Пол, мать Сьюзан, младшие братья Гэвин, Джерард и Хью и младшая сестра Хелена, а также старший брат Крис и старшая сестра Эмма.